# 福元晶三
福元 晶三（ふくもと しょうぞう、1953年〈昭和28年〉8月5日 - ）は、日本の政治家。兵庫県宍粟市長（4期）。

## 来歴
兵庫県山崎町（現・宍粟市）出身。兵庫県立山崎高等学校卒業。1972年（昭和47年）、山崎町役場に採用される。
2005年（平成17年）4月1日、山崎町、一宮町、波賀町、千種町の4町が合併して宍粟市が誕生すると幹部職員として登用され、2007年（平成19年）に宍粟市教育委員会教育部長に就任した。その後一宮市民局長となり、2012年（平成24年）12月31日、宍粟市役所を退職。
2013年（平成25年）5月12日に行われた宍粟市長選挙に無所属で出馬。現職の田路勝、元山崎町長・県議の高嶋利憲の2候補を破り初当選。かつて職員として仕えた両候補を退けた。5月15日、市長就任。選挙の結果は以下のとおり。
※当日有権者数：33,822人 最終投票率：77.86%（前回比：-3.35pts）
| 候補者名 | 年齢 | 所属党派 | 新旧別 | 得票数   | 得票率 | 推薦・支持 |
| -------- | ---- | -------- | ------ | -------- | ------ | ---------- |
| 福元晶三 | 59   | 無所属   | 新     | 11,856票 | 45.51% |            |
| 田路勝   | 70   | 無所属   | 現     | 9,388票  | 36.04% |            |
| 高嶋利憲 | 60   | 無所属   | 新     | 4,807票  | 18.45% |            |

2017年（平成29年）、元市議を大差で破り再選。
2021年（令和3年）、無投票で3選。
2025年（令和7年）4月27日に行われた市長選挙では新人2人を破り4選。選挙の結果は以下のとおり。
※当日有権者数：28,684人 最終投票率：70.25%（前回比：pts）
| 候補者名 | 年齢 | 所属党派 | 新旧別 | 得票数   | 得票率 | 推薦・支持 |
| -------- | ---- | -------- | ------ | -------- | ------ | ---------- |
| 福元晶三 | 71   | 無所属   | 現     | 11,599票 | 58.30% |            |
| 大畑利明 | 72   | 無所属   | 新     | 6,911票  | 34.74% |            |
| 赤硲康之 | 46   | 諸派     | 新     | 1,386票  | 6.97%  |            |